# Капацина Василь Миколайович
Васи́ль Микола́йович Капаци́на (нар. 13 січня 1956, Первомайськ, Миколаївська область) — екс-начальник Миколаївського морського торговельного порту (2005—2010). Заслужений працівник транспорту України. Почесний громадянин міста Первомайська. З грудня 2018 року власник суднобудівного та судноремонтного заводу «Океан», який придбав на публічному аукціоні після того, як підприємство пройшло процедуру банкрутства.

## Життєпис
Народився 13 січня 1956 року в місті Первомайську Миколаївської області.
Закінчив Первомайську середню школу № 11 у 1973 році. Того ж року вступив, а у червні 1978 року закінчив Харківський інститут інженерів залізничного транспорту.
Після закінчення інституту до призова у лави Збройних Сил СРСР працював інженером лабораторії надійності Алма-Атинської залізниці.
З листопада 1978 по травень 1980 року проходив дійсну військову службу в Радянській Армії.
З серпня 1980 до травня 1982 року працював інженером, згодом — заступником начальника локомотивного депо Миколаєва.
У 1982—1995 роках проходив службу на офіцерських посадах у органах КДБ-СБУ. Всі ці роки займався транспортним напрямком.
У грудні 1995 році разом з партнерами створив логістичну компанію  «Пасифік мерітайм». До 2005 року працював як фінансовий директор підприємства. За ці роки компанія отримала міжнародну сертифікацію та була неодноразово визнана однією із провідних морських компаній України. Одночасно з цим у 2000—2002 роках заочно закінчив Одеський державний морський університет.
З 12 липня 2005 року — начальник Миколаївського морського торговельного порту. 10 серпня 2010 року відсторонений від обов'язків начальника порту за політичними мотивами і у зв'язку зі зміною влади в країні, в у вересні того ж року він був звільнений «за домовленістю сторін». Василь Капацина призначений радником міністра транспорту і зв'язку України.
У 2011 році заснував Благодійний фонд свого імені, того ж року обраний головою правління Миколаївської громадської організації «Дніпро-Бузька асоціація морського бізнесу», яка представляє десятки морських підприємств Миколаївського морського регіону.
У 2013 році призначений головою Наглядової ради ТОВ «Компанія „Український будівельник“». Це підприємство займається реалізацією інвестиційних проектів з будівництва морських терміналів, у тому числі будували найбільший термінал транснаціональних компаній Bunge та COFCO Group.
У грудні 2018 року компанія Капацини «Торговий дім Аннона» придбала на публічному аукціоні судоремонтний та суднобудівний завод «Океан» 122,195 млн грн, погасивши кредиторську заборгованість, яка накопичилась за часи попереднього власника.
З 2019 року як єдиний акціонер «Океану» інвестує в відновлення виробничих циклів та  бізнес-процесів на підприємстві, вкладає кошти у модернізацію обладнання. За 2019 рік на підприємство з за кордону повернулось 150 спеціалістів.  

## Меценатська діяльність
Тривалий час надавав постійну матеріальну допомогу православній громаді УПЦ (МП) міста Первомайська. За його сприяння було проведено реставрацію Покровської церкви на Богополі УПЦ (МП), побудована Свято-Варваринська церква УПЦ (МП) у мікрорайоні Фрегат, дзвіниця і закуплено дзвони. До 1000-річчя Різдва Христового у центрі міста було споруджено і освячено Величний Хрест.
Коштом створеного Благодійного фонду Василя Капацини на території Миколаївського морського порту було збудовано каплицю Святого Миколая Чудотворця УПЦ (МП), каплицю святого Іоанна УПЦ (МП) в Первомайську, встановлено пам'ятний знак загиблим міліціонерам, встановлено дзвіницю на Свято-Михайлівському храмі УПЦ (МП) Первомайська.

## Нагороди і почесні звання
- Заслужений працівник транспорту України[9].
- Почесний працівник транспорту України.
- Почесний працівник річкового та морського транспорту.
- Почесний громадянин міста Первомайська (2006).
- Почесний президент Миколаївського морського порту (2014).[10]

З церковного боку Священноначалієм УПЦ (МП) В. М. Капацину нагороджено орденом Князя Володимира.
Також удостоєний нагороди «За заслуги перед містом Миколаїв».

## Замах і його виконавці
5 листопада 2007 року на В. М. Капацину та його дружину, що повертались з театру, було здійснено збройний напад. Невідомі обслріляли службовий автомобіль «Lexus» з подружжям Капацин біля їх будинку на Вавраровці з автоматичної зброї. Внаслідок замаху В. М. Капацина отримав легкі поранення у спину, стегно, гомілку й був прооперований у лікарні швидкої медичної допомоги Миколаєва.
У ході міліцейського розслідування організатором замаху визнаний колишній компаньйон В. М. Капацини. За рішенням суду організатор замаху отримав 11 років ув'язнення, його син — 10 років, четверо виконавців — від 5 до 9 років.

## Політична діяльність
У 2014 році балотувався кандидатом у народні депутати Верховної Ради України по мажоритарному виборчому окрузі № 132 (м. Первомайськ). За результатами підрахунку голосів отримав 34,38 % голосів виборців, посів друге місце, поступившись Аркадію Корнацькому (34.82 %).